# Augusto Ferrán
Augusto Ferrán y Forniés (Madrid, 27 de julio de 1835-Madrid, 2 de abril de 1880), fue un  poeta español del postromanticismo.

## Biografía
Hijo de padres acaudalados. Su padre, Adriano, era un barcelonés inclinado a la pintura, y Rosa, su madre aragonesa, era oriunda de Pallaruelo, Huesca. La empresa familiar consistía en un taller de molduras doradas en Madrid. Su padre se marchó a La Habana buscando mayor fortuna y Augusto comenzó estudios secundarios en el Instituto del Noviciado. Su formación se completó con un fructífero viaje a Alemania (Múnich, Estrasburgo, Heidelberg), pasando por París, lo que le permitió conocer la poesía de Heinrich Heine y los lieder de Franz Schubert, Felix Mendelssohn-Bartholdy y Robert Schumann. Allí también se dio a la bebida. En 1859 falleció su madre y regresó a Madrid; allí creó una revista, El Sábado, con el fin de divulgar la lírica germánica, que duró poco; sin embargo eso le permitió conocer y amistar con el folletinero Julio Nombela. Con este fundó otra efímera revista, Las Artes y las Letras. En 1860 viajó a París con Nombela, pero las dificultades económicas y su ruina a causa de su prodigalidad, que le hicieron caer en manos de usureros, le hicieron volver a Madrid, donde Nombela le presentó a su amigo Gustavo Adolfo Bécquer, con quien enseguida sintonizó. A fines de 1861 El Museo Universal publicó sus Traducciones e imitaciones del poeta alemán Enrique Heine y algunos de sus cantares en su Almanaque de 1863. Ingresó como redactor en El Semanario Popular, que se convirtió en la plataforma para la difusión de Heine y lo alemán en España.
En 1861 ya había aparecido su libro La soledad, en cuya primera parte reproducía algunos cantares populares de la lírica tradicional que en la segunda compuso originales, imitando su estilo e inspiración. Son temas recurrentes en estas últimas coplas la búsqueda de soledad para huir de un mundo hostil, la oposición entre pobres y ricos, el paso del tiempo, la angustia existencial y el amor. El libro recibió una entusiasta crítica firmada por Gustavo Adolfo Bécquer, que fue añadida como prólogo en ulteriores ediciones. Creó, pues, con el cercano precedente de Antonio de Trueba y su Libro de los cantares de 1852, y junto a Eulogio Florentino Sanz, también traductor de Heine, y su amigo Gustavo Adolfo Bécquer, una poesía popularista centrada en los cantares y al mismo tiempo deudora del postromántico alemán Heinrich Heine. Siguiendo el ejemplo de estos autores inspirados en el volkgeist nacional se añadieron además Terencio Thos y Codina (Semanario Popular, 1862-1863), Rosalía de Castro (Cantares gallegos, 1863), Ventura Ruiz Aguilera (Armonías y cantares, 1865), Arístides Pongilioni y Villa (Ráfagas poéticas, 1865), Melchor de Palau (Cantares, 1866) y José Puig y Pérez (Coplas y quejas, 1869). Esta escuela desembocará en el Neopopularismo de la Generación del 27.
Pasó parte de 1863 en el Monasterio de Veruela, que había visitado en anteriores ocasiones. Durante algún tiempo residió en Alcoy, donde dirigió el Diario de Alcoy (1865-1866), pero volvió a la capital, quizá para colaborar en La Ilustración de Madrid, que en 1868, año de la revolución, dirigía Bécquer. Muerto el poeta sevillano, trabajó en la edición póstuma de sus Obras (1871) junto a Ramón Rodríguez Correa y Narciso Campillo. En el mismo año apareció su segundo libro de cantares, La pereza, que recoge el anterior con algunas supresiones, y varios artículos periodísticos. Es un libro de similar métrica popular, pero posee una mayor variedad, porque además de las coplas se utilizan soleás, seguidillas y seguidillas gitanas. Los temas son similares, pero se supera el folclorismo de su libro anterior. De este libro le gustaba en especial a Juan Ramón Jiménez este poema, que más de una vez quiso citar:
Eso que estás esperando
día y noche, y nunca viene;
eso que siempre te falta
mientras vives, es la muerte.
En 1872 o 1873 emigró a Chile con su amigo chileno Guillermo Matta, donde se dedicó al comercio de libros y se casó en 1874. Poco después de su regreso, el 13 de enero de 1878 el alcoholismo del poeta le obligó a ingresar en el Hospital del Doctor Esquerdo (Madrid), donde murió el 2 de abril de 1880 a los 44 años de edad.
La poesía de Ferrán supuso una ruptura con el tono declamatorio hasta entonces cultivado y del cual es figura representativa Quintana. Es un registro mucho más cercano al lenguaje oral; la forma adelgaza y se persigue un contenido intimista o francamente sentimental que se apoya en los valores de lo breve y sugerido. Esta línea será seguida por poetas tan importantes como Bécquer, Machado o Juan Ramón Jiménez. 
En prosa publicó traducciones del alemán y algunas leyendas. Sus traducciones de Heine aparecieron en El Museo Universal (1861), en El Eco del País (1865) y en La Ilustración Española y Americana (1873). En ellas suele utilizar las mismas combinaciones de heptasílabos y endecasílabos que utiliza Bécquer. También tradujo el famoso prefacio de Heine a la traducción del Don Quijote. En cuanto a las leyendas, "Una inspiración alemana" describe la historia de los sucesivos amoríos frustrados de un poeta, que se refugia en el recuerdo y se plantea el suicidio. En "El puñal" se cuenta la fundación mítica del monasterio de Veruela. En "La fuente de Montal" un crimen se descubre milagrosamente a través de una fuente.

## Obras

### Poesía
- La soledad (1861)
- La pereza (1871)

### Prosa
- "Una inspiración alemana", en Revista de España, (marzo de 1872).
- "El puñal", leyenda publicada en El Museo Universal de 1863.
- "La fuente de Montal" (1866)